# Oriol Tarragó
Oriol Tarragó   (Reus, 25 d'octubre de 1976) és un supervisor de postproducció i dissenyador de so de cinema. També és professor de l'Escola Superior de Cinema i Audiovisuals de Catalunya (ESCAC) adscrita a la Universitat de Barcelona.
Ha dissenyat el so de molts llargmetratges espanyols i internacionals com [Rec] (2007), El orfanato (2007), Lo imposible (2012), El Niño (2014), Enemy (2013), Crimson Peak (2015), Penny Dreadful (2014) o Jurassic World: Fallen Kingdom (2018).
Ha estat guardonat amb vuit premis Gaudí, sis premis Goya i dos Bobinas d'Or (premi atorgat per l'Associació Nord-americana de Muntadors de So) per El orfanato, La societat de la neu a més d'una altra nominació per Penny Dreadful. També ha rebut el premi a millor dissenyador de so europeu del 2018 per l'Acadèmia de Cinema Europeu.
És membre de l'Acadèmia de les Arts i les Ciències Cinematogràfiques d'Espanya i de l'Academy of Motion Picture Arts and Sciences dels Estatus Units (acadèmia de Hollywood).

## Biografia
Va cursar els seus estudis a l'Escola Superior de Cinema i Audiovisuals de Catalunya (ESCAC), de la qual es va graduar amb el documental Pura (1999) després de rebre una beca per a una estada de sis mesos a l'escola superior politècnica Ngee Ann Polytechnic de Singapur.

## Carrera professional
Al seu retorn de Singapur, va treballar amb Guillermo del Toro en El espinazo del diablo (2001) i amb el seu company de l'ESCAC Juan Antonio Bayona en diversos curtmetratges seus i després a El orfanato (2007). Posteriorment es va traslladar als Estats Units, on va ampliar la seva formació en postproducció a la Universitat de Nova York i, d'allà, va viatjar a Londres on va treballar de muntador de so.
De tornada a Barcelona, va fundar el seu propi estudi i va començar a col·laborar amb directors com Jaume Balagueró, Kike Maíllo, Denis Villeneuve o Daniel Monzón, així com en les següents entregues de Juan Antonio Bayona.
Actualment compagina la seva feina en postproducció de so des del seu estudi Coser y Cantar amb la docència a l'ESCAC i col·labora amb altres programes de la Universitat de Barcelona. A més a més, participa de diversos projectes en estudis dels Estats Units, el Canadà i Anglaterra.

## Filmografia
| Any  | Pel·lícula                                          |
| ---- | --------------------------------------------------- |
| 2025 | Wolfgang (Extraordinari)                            |
| 2025 | Un fantasma en la batalla                           |
| 2025 | Deep water                                          |
| 2024 | L`homme au piano                                    |
| 2024 | Dos tumbas (3 Episodios)                            |
| 2024 | La Joia: Bad Gyal                                   |
| 2024 | The Penguin Lessons                                 |
| 2024 | Buffalo Kids                                        |
| 2024 | Casa en flames                                      |
| 2024 | A través de tu mirada                               |
| 2023 | Això no és Suècia (8 Episodis)                      |
| 2023 | El último día                                       |
| 2023 | La societat de la neu                               |
| 2023 | Bird Box: Barcelona                                 |
| 2023 | A través del mar                                    |
| 2023 | Fauna                                               |
| 2023 | Momias                                              |
| 2022 | Un hombre de acción                                 |
| 2022 | El Crédito                                          |
| 2022 | Tadeu Jones 3: La taula maragda                     |
| 2022 | A través de mi ventana                              |
| 2021 | Tres                                                |
| 2021 | L'homme au piano                                    |
| 2021 | Las leyes de la frontera                            |
| 2021 | Xtremo                                              |
| 2021 | Way Down                                            |
| 2020 | Cosmética del enemigo                               |
| 2019 | Malnazidos                                          |
| 2019 | Hogar                                               |
| 2019 | 4×4                                                 |
| 2019 | Premios Goya 33 edición                             |
| 2018 | Paradise Hills                                      |
| 2018 | La Noria                                            |
| 2018 | Superlópez                                          |
| 2018 | Alegría, tristeza                                   |
| 2018 | Yucatán                                             |
| 2018 | Jurassic World: El regne caigut                     |
| 2018 | Another Day of Life                                 |
| 2017 | El club de los buenos infieles                      |
| 2017 | El secreto de Marrowbone                            |
| 2017 | Tadeu Jones 2: El secret del rei Mides              |
| 2017 | La chica de la canción                              |
| 2016 | No culpes al karma de lo que te pasa por gilipollas |
| 2016 | Contratiempo                                        |
| 2016 | Un monstruo viene a verme                           |
| 2015 | No me quites                                        |
| 2015 | La cumbre escarlata                                 |
| 2015 | V Zero                                              |
| 2015 | Atrapa la bandera                                   |
| 2015 | [REC] 4: Apocalipsis                                |
| 2014 | El Niño                                             |
| 2014 | Out of the Dark                                     |
| 2013 | The Only Man                                        |
| 2013 | Los inocentes                                       |
| 2013 | Enemy                                               |
| 2013 | Barcelona nit d'estiu                               |
| 2013 | Los últimos días                                    |
| 2013 | Mamá                                                |
| 2012 | El cuerpo                                           |
| 2012 | Lo imposible                                        |
| 2011 | Mientras duermes                                    |
| 2011 | Eva                                                 |
| 2010 | Luna di miele, luna di sangue VII                   |
| 2010 | Carne de neón                                       |
| 2010 | Los ojos de Julia                                   |
| 2009 | Spanish Movie                                       |
| 2009 | Rabia                                               |
| 2009 | [Rec]²                                              |
| 2009 | Paintball: juega para sobrevivir                    |
| 2008 | Cobardes                                            |
| 2007 | La habitación de Fermat                             |
| 2007 | [Rec]                                               |
| 2007 | Lo mejor de mí                                      |
| 2007 | El orfanato                                         |
| 2006 | Moscow zero                                         |
| 2006 | Películas para no dormir: Para entrar a vivir       |
| 2005 | Cuento de navidad                                   |
| 2005 | Zulo                                                |
| 2005 | Avatar                                              |
| 2005 | La monja                                            |
| 2004 | Yo puta                                             |
| 2003 | El hombre Esponja                                   |
| 2003 | Beyond Re-Animator                                  |
| 2002 | Ausencias                                           |
| 2002 | Nowhere                                             |
| 2001 | Retruc                                              |
| 2001 | Stranded                                            |
| 2001 | Jaizkibel                                           |
| 2001 | El espinazo del diablo                              |
| 1999 | Tu-no                                               |

| Any  | Documentals     |
| ---- | --------------- |
| 2009 | Garbo: El espía |
| 1999 | Al margen       |
| 1999 | Pura            |

| Any  | Série                    |
| ---- | ------------------------ |
| 2022 | Feria: La luz más oscura |
| 2017 | Sé quién eres            |
| 2014 | Penny Dreadful           |

| Any  | Pel·lícula        | Paper      |
| ---- | ----------------- | ---------- |
| 2015 | Atrapa La Bandera | Igor (Veu) |

| Any  | Documentals |
| ---- | ----------- |
| 1999 | Pura        |

## Premis i nominacions
27 premis i 17 nominacions
| Any  | Premi                                                                  | Categoria | Pel·lícula                                                            | Resultat  | Ref.          |
| ---- | ---------------------------------------------------------------------- | --- | --------------------------------------------------------------------- | --------- | ------------- |
| 2022 | Premios Sociedad Internacional de Cinéfilos                            | Millor so | Tres                                                                  | 2ºPuesto  |               |
| 2022 | Premios Mestre Mateo                                                   | Millor so | Tres                                                                  | Guanyador |               |
| 2020 | Sitges Film Festival                                                   | Premi María Honorífica per tota una carrera dedicada al disseny de so                                                                              | Premi María Honorífica per tota una carrera dedicada al disseny de so | Guanyador | [ 16 ]        |
| 2020 | Festival de cine de Madrid-PNR                                         | Millor so d'un curtmetratge | El Infierno                                                           | Guanyador | [ 17 ]        |
| 2018 | Cortogenia                                                             | Millor so | La Noria                                                              | Guanyador | [ 18 ]        |
| 2018 | Emile Awards                                                           | Millor disseny de so en una producció de llargmetratge.                                                                                            | Another day of life                                                   | Nominat   | [ 19 ]        |
| 2024 | Latino Entertainment Journalists Association Film Awards (LEJA Awards) | Premi al millor so | La societat de la neu                                                 | Nominat   |               |
| 2024 | Premis Golden Reel - Motion Picture Sound Editors                      | Assoliment Excel·lent en Edició de So - Llargmetratge en Llengua Estrangera                                                                        | La societat de la neu                                                 | Guanyador |               |
| 2020 | Premis Golden Reel - Motion Picture Sound Editors                      | Assoliment destacat en l'edició de so - Efectes de so, *Foley, Música, Diàleg i *ADR per a mitjans de difusió d'acció en viu de menys de 35 minuts | Battle at Big Rock                                                    | Nominat   | [ 20 ]        |
| 2015 | Premis Golden Reel - Motion Picture Sound Editors                      | Millor muntatge de so, als millors efectes de so i als millors efectes sala a televisió.                                                           | Capítol: «Penny Dreadful: Night Work»                                 | Nominat   | [ 21 ]        |
| 2008 | Premis Golden Reel - Motion Picture Sound Editors                      | Millor muntatge de so, als millors efectes sala i al millor muntatge de diàlegs en una pel·lícula de parla no anglesa.                             | El orfanato                                                           | Guanyador | [ 22 ]        |
| 2019 | Premis Fugaz                                                           | Millor so | La Noria                                                              | Nominat   | [ 23 ]        |
| 2017 | Premis European Film                                                   | Premi del Disseny de so Europeu | Un Monstruo viene a verme                                             | Guanyador | [ 4 ]         |
| 2024 | Premis Goya                                                            | Millor so | La societat de la neu                                                 | Guanyador |               |
| 2022 | Premis Goya                                                            | Millor so | Tres                                                                  | Guanyador |               |
| 2017 | Premis Goya                                                            | Millor so | Un Monstruo viene a verme                                             | Guanyador | [ 24 ]        |
| 2016 | Premis Goya                                                            | Millor so | Anacleto, agente secreto                                              | Nominat   | [ 25 ]        |
| 2015 | Premis Goya                                                            | Millor so | El Niño                                                               | Guanyador | [ 26 ]        |
| 2013 | Premis Goya                                                            | Millor so | Lo imposible                                                          | Guanyador | [ 27 ]        |
| 2012 | Premis Goya                                                            | Millor so | Eva                                                                   | Nominat   | [ 28 ] [ 29 ] |
| 2008 | Premis Goya                                                            | Millor so | El orfanato                                                           | Guanyador | [ 30 ]        |
| 2024 | Premis CinEuphoria                                                     | Millor so / Efectes sonors en competició internacional                                                                                             | La societat de la neu                                                 | Guanyador |               |
| 2014 | Premis CinEuphoria                                                     | Millors efectes especials (sonors o visuals) en competició internacional                                                                           | Lo imposible                                                          | Guanyador | [ 31 ]        |
| 2024 | Premis Platino                                                         | Premi a la Millor adreça de so | La sociedad de la nieve                                               | Guanyador |               |
| 2017 | Premis Platino                                                         | Premi a la Millor direcció de so | Un Monsturo viene a verme                                             | Guanyador | [ 32 ]        |
| 2024 | International Online Cinema Awards (INOCA)                             | Premi a la Millor so | La societat de la neu                                                 | Nominat   |               |
| 2022 | Premis Gaudí                                                           | Millor so | Tres                                                                  | Nominat   |               |
| 2022 | Premis Gaudí                                                           | Millor so | Las Leyes de la frontera                                              | Nominat   |               |
| 2019 | Premis Gaudí                                                           | Millor so | Jurassic World                                                        | Nominat   | [ 33 ] [ 34 ] |
| 2019 | Premis Gaudí                                                           | Millor so | Superlópez                                                            | Nominat   | [ 33 ] [ 34 ] |
| 2017 | Premis Gaudí                                                           | Millor so | Un Monsturo viene a verme                                             | Guanyador | [ 35 ]        |
| 2016 | Premis Gaudí                                                           | Millor so | Anacleto, agente secreto                                              | Guanyador | [ 36 ]        |
| 2016 | Premis Gaudí                                                           | Millor so | Atrapa la bandera                                                     | Nominat   | [ 37 ]        |
| 2015 | Premis Gaudí                                                           | Millor so | El Niño                                                               | Guanyador | [ 38 ]        |
| 2015 | Premis Gaudí                                                           | Millor so | [REC] 4: Apocalipsis                                                  | Nominat   | [ 39 ]        |
| 2014 | Premis Gaudí                                                           | Millor so | Los últimos días                                                      | Guanyador | [ 40 ]        |
| 2014 | Premis Gaudí                                                           | Millor so | El cuerpo                                                             | Nominat   | [ 41 ]        |
| 2013 | Premis Gaudí                                                           | Millor so | Lo imposible                                                          | Guanyador | [ 42 ] [ 43 ] |
| 2012 | Premis Gaudí                                                           | Millor so | Mientras duermes                                                      | Guanyador | [ 44 ]        |
| 2012 | Premis Gaudí                                                           | Millor so | Eva                                                                   | Nominat   | [ 45 ]        |
| 2011 | Premis Gaudí                                                           | Millor so | Los ojos de Julia                                                     | Nominat   | [ 46 ]        |
| 2010 | Premis Gaudí                                                           | Millor so | [Rec]²                                                                | Guanyador | [ 47 ]        |
| 2007 | Premis Barcelona                                                       | Millor so | El orfanato                                                           | Guanyador |               |
| 2017 | Premis Fénix                                                           | Millor so | Un Monstruo viene a verme                                             | Guanyador | [ 48 ] [ 49 ] |